# Olga Veličková
Olga Jevgenijevna Veličková (* 20. listopadu 1965) je bývalá sovětská a ruská sportovní šermířka, která se specializovala na šerm fleretem. Je matkou Kamila Ibragimova (* 1993). Sovětský svaz a později Rusko reprezentovala v osmdesátých a devadesátých letech. Jako sovětská reprezentantka zastupovala severoosetskou a později moskevskou šermířskou školu, které spadaly pod Ruskou SFSR. Na olympijských hrách startovala v roce 1992 a 1996 v soutěži jednotlivkyň a družstev. V roce 1989 získala titul mistryně světa v soutěži jednotlivkyň a v roce 1998 obsadila třetí místo na mistrovství Evropy. Se sovětským družstvem fleretistek vybojovala v roce 1986 titul mistryň světa a v roce 1998 titul mistryň Evropy.